# Cayuta
Cayuta – miasto w Stanach Zjednoczonych, w stanie Nowy Jork, w hrabstwie Schuyler.